# ویکی کایا
ویکی کایا (یونانی: Βίκυ Καγιά؛ زاده ۴ ژوئیهٔ ۱۹۷۸) یک مانکن اهل یونان است.